# فیزیولوژی ورزشی

## تعریف
فیزیولوژی ورزشی یا فیزیولوژی ورزش (Exercise Physiology) دانشی است که به مطالعه واکنش دستگاه‌های بدن به فعالیت منظم بدنی (ورزش) می‌پردازد. در واقع فیزیولوژی ورزش به این مقوله می‌پردازد که با انجام تمرینات ورزشی چه اتفاقی در بدن افتاده و استرس ناشی از ورزش چه تغییری در کارکرد اعضا و دستگاه‌های مختلف بدن ایجاد می‌کند. این رشته در ایالات متحده آمریکا جزء مجموعه خدمات درمانی و بهداشتی قرار دارد.
فیزیولوژی ورزش به ۴ بخش فراگیر تقسیم می‌شود: آمادگی جسمانی، فیزیولوژی ماهیچه‌ها، فیزیولوژی گردش خون، فیزیولوژی تنفس
بدن انسان برای اینکه بتواند نقش خود را به‌طور مؤثر در زندگی ایفا کند، باید از آمادگی جسمانی خوبی برخوردار باشد، یعنی به‌طور مداوم انرژی لازم را در اختیار داشته باشد تا بتواند وظایف خود را به نحو احسن انجام دهد.
وقتی سخن از آمادگی جسمانی به میان می‌آید مقصود از آن داشتن چنان قلب، رگ‌های خونی و شش‌ها و ماهیچه‌هایی است که بتوانند وظایف خود را به خوبی انجام دهند و با شور و نشاط تمام در فعالیت‌ها و تفریحات سالمی شرکت کنند که افراد عادی و غیرفعال از انجام آن‌ها ناتوانند.
عوامل متعددی در آمادگی جسمانی مؤثر است اما چهار عامل بیش از عوامل دیگر در این میان ایفای نقش می‌کنند این عوامل عبارت‌اند از (نیروی ماهیچه، استقامت ماهیچه، انعطاف ماهیچه و استقامت قلبی ریوی) می‌باشد.

## نیروی ماهیچه
همان‌طور که می‌دانید حدود ۴۰ درصد وزن بدن را ماهیچه تشکیل می‌دهد این ماهیچه‌ها در خود تولید انرژی می‌کنند که این نیرو، نیروی ماهیچه نامیده می‌شود که البته قابل اندازه‌گیری نیز هست.
مهم‌ترین عامل شناخته شده در آمادگی جسمانی استعداد و توانایی ماهیچه‌ها در وارد کردن نیرو یا مقاومت در برابر آن است.
تمرینات قدرتی از عواملی است که سبب حجیم شدن تارهای ماهیچه‌ای می‌شود و توانایی فرد را در تولید نیروی بیشتر افزایش می‌دهد، این افزایش می‌تواند به دلایل عصبی (فراخوانی تارهای بیشتر و تحریک واحدهای عصبی-ماهیچه‌ای بزرگتر) باشد یا به دلیلی مثل افزایش رهاسازی یون کلسیم یا افزایش تماس تارهای اکتین و میوزین.
قدرت ماهیچه اهمیت بسیاری در ورزشهای مختلف و البته فعالیت‌های روزانه دارد بسیاری از مردان و حتی زنان از ماهیچه‌ها بازو و سرشانه ضعیفی برخوردار هستند که باعث ضعف در فعالیت‌های ورزشی و روزانه و ایجاد درد و بیماری در سنین بالا می‌شود..

## استقامت عضلات
ماهیچه‌ها در خود انرژی ذخیره می‌کنند. این عمل به ماهیچه‌ها امکان می‌دهد که مدت زیادی به فعالیت خود ادامه دهند. این عمل ماهیچه‌ها را استقامت ماهیچه‌ای گویند.
استقامت ماهیچه‌ای عبارت است از ظرفیت یک ماهیچه یا گروهی از ماهیچه‌ها برای انقباض مداوم. معمولاً استقامت ماهیچه را با قدرت ماهیچه‌ای اشتباه می‌گیرند ولی باید توجه کرد که معمولاً استقامت ماهیچه‌ای عبارت است از توانایی در کاربرد قدرت و نگهداری این توانایی برای مدت نسبتاً طولانی.
برای مثال در فعالیت‌هایی چون: برف پارو کردن، چمن زدن، نظافت یا حرکات ورزشی چون دراز و نشست، بالا کشیدن بدن در حالت بارفیکس و… استقامت ماهیچه‌ای نقش اساسی دارد که می‌شود با تمرینات منظم ورزشی آن را افزایش داد.

## انعطاف ماهیچه
توانایی در کاربرد ماهیچه‌ها در وسیعترین دامنه حرکت آن‌ها به دور مفصلها را انعطاف‌پذیری گویند.
این عامل در آمادگی جسمانی از اهمیت ویژه‌ای برخوردار است. با تمرینات ورزشی میزان توانایی مفاصل بدن در خم شدن و چرخیدن بیشتر می‌شود و در نتیجه کارایی ماهیچه‌ها بهبود می‌یابد اگر مفاصل از انعطاف کمی برخوردار باشند محدودیت حرکتی برای بدن ایجاد می‌شود.
انعطاف‌پذیری در فعالیت‌های روزانه چون باغبانی، خانه‌داری، فعالیت‌های ورزشی که احتیاج به نرمی و انعطاف‌پذیری دارند مؤثر است؛ که البته این نقش در فعالیت‌های ورزشی چون ژیمناستیک، دو و میدانی و.... پر رنگ تر می‌شود.

## استقامت قلبی و ریوی
استقامت قلبی ریوی یکی از عوامل کلیدی در آمادگی جسمانی است. برخی پژوهشگران آن را مهم‌ترین عامل آمادگی جسمانی می‌دانند، در حالی که برخی دیگر بر نقش سایر عوامل مانند قدرت عضلانی و انعطاف‌پذیری نیز تأکید دارند. با این حال، تحقیقات نشان داده است که استقامت قلبی ریوی تأثیر قابل‌توجهی بر عملکرد ورزشی و سلامت عمومی دارد. این عامل از طریق تمرینات هوازی منظم مانند دویدن، شنا، دوچرخه‌سواری و فعالیت‌های استقامتی با شدت مناسب، قابل بهبود است.

## فیزیولوژی ماهیچه
ماهیچه‌ها دستگاهی هستند که مواد غذایی را از صورت شیمیایی به صورت انرژی مکانیکی یا کار تبدیل می‌کنند. می‌دانیم که حرکات بدن از انقباض ماهیچه‌ها حاصل می شوند.
در بخش ماهیچه‌ها مخطط ۲ مطلب را بررسی می‌کنیم: ۱- انقباض ماهیچه، ۲- منابع انرژی ماهیچه.
انقباض ماهیچه: اگر طول ماهیچه به هنگام انقباض تغییر نکند این انقباض را (هم طول) می‌گویند. در این نوع انقباض جسم مقاوم جابه‌جا نمی‌شود تمام انرژی حاصل از انقباض به حرارت تبدیل می‌شود؛ ولی اگر انقباض ماهیچه به کوتاه شدن آن منجر شود آن انقباض را (هم تنش) می‌گویند که باعث می‌شود جسمی که در برابر ماهیچه قرار می‌گیرد جابه‌جا شود. سرعت انقباض ماهیچه با مقدار وزنه‌ای که در مقابل آن قرار می‌گیرد رابطه عکس دارد. اگر هیچ نیرویی در برابر ماهیچه قرار نگیرد ماهیچه سریعاً منقبض می‌شود ولی اگر به تدریج نیروی مخالف افزایش می‌یابد از سرعت انقباض کاسته می‌شود. تا اینکه اگر میزان نیروی مخالف برابر با نیروی ماهیچه شود سرعت کوتاه شدن یا انقباض به صفر خواهد رسید.